# 마리아 1세
마리아 1세(Maria I de Portugal, 1734년 12월 17일 ~ 1816년 3월 20일)은 포르투갈과 알가르브 왕국의 여왕이자 브라질 왕국의 국왕이다. 그녀는 포르투갈에서 경건 여왕(a Piedosa), 브라질에서는 미친 여왕(a Louca)이라 불렸다. 그녀는 최초로 브라질의 군주가 되었고, 포르투갈 역사상 첫 섭정을 맡은 여왕이기도 했다. 1807년 반도 전쟁 당시 나폴레옹 보나파르트가 포르투갈을 침공하자, 그녀는 돔 주앙 왕자의 지시 하에 당시 포르투갈 식민지였던 브라질국으로 이동했다. 이후 1815년 브라질국은 식민지에서 왕국으로 승격되어 포르투갈 브라질 알가르브 연합왕국이 탄생하게 된다.